# 2014 v loďstvech
Tento článek obsahuje významné události v oblasti loďstev v roce 2014.

## Události

### Leden
5. ledna
- Válečná loď libyjského námořnictva zabránila varovnými výstřely tureckému tankeru Baku (105 387 dwt), plujícímu pod maltskou vlajkou, v přiblížení k ropnému terminálu v protivládními silami ovládané Sidře.[1]

7. ledna
- Bylo oznámeno, že likvidaci syrských chemických zbraní provede v mezinárodních vodách speciálně upravená americká kontejnerová loď MV Cape Ray.[2]

21. ledna
- Íránská fregata Sabalan (ex Rostam) a zásobovací loď Chárg vypluly z Bandar Abbásu na první íránskou námořní misi do Atlantiku. Mise by měla trvat tři měsíce a její součástí je i výcvik přibližně třiceti kadetů.[3]

### Únor
28. února
- Byl založen kýl první ze šesti ruských hlídkových lodí Projektu 22160, pojmenované Vasilij Bykov.[4]

### Březen
6. března
- Ruské Černomořské loďstvo během krymská krize zablokovalo jednotky ukrajinského námořnictva v zálivu Donuzlav (severozápadně od Jevpatorije) potopením trupu vyřazeného raketového křižníku Očakov a vlečné lodě Šaktěr.[5][6]

18. března
- Kolem 3:10 místního času se v japonském kanálu Uraga srazily tchajwanská nákladní loď Beagle III (IMO 9478353, 17 220 dwt, panamská vlajka) a jihokorejská kontejnerová loď Pegasus Prime (IMO 9283162, 9618 dwt, jihokorejská vlajka). Beagle III se po srážce převrátil a potopil. Z dvacetičlenné čínské posádky jeden (čínský lidový) námořník zahynul, jedenáct bylo zachráněno japonskou pobřežní stráží a osm je nezvěstných. Na palubě Pegasus Prime se zranili dva námořníci při spouštění záchranných člunů.[7][8]

22. března
- Během krymská krize se ruské Černomořské loďstvo zmocnilo jediné ukrajinské ponorky Zaporižžja (U-01).[9]

### Duben
16. dubna
- U jihozápadního pobřeží Jižní Koreje u ostrova Gwanmäto (관매도) se převrátil a potopil trajekt MV Sewol (세월) plující z Inčchonu do Čedžu s 459[10] nebo 475[11] lidmi na palubě. Nejméně 28 lidí zemřelo, 179 lidí bylo zachráněno a až 270 lidí je (k 18.4.) stále nezvěstných.[12]

23. dubna
- Hodinu po půlnoci místního času přepadli piráti v Malackém průlivu japonský tanker Naniwa Maru č.1 (IMO 9058907, 4999 dwt). Přečerpali více než 2,5 milionů litrů nafty do dvou čekajících lodí a unesly tři indonéské členy posádky.[13]

### Květen
1. května
- Čína přesunula do oblasti sporných Paracelských ostrovů ropnou těžební plošinu Chaj-jang š'-jou 981 (海洋石油981). Plošina je umístěna poblíž Čínou nárokovaných ostrovů, ale zároveň asi 70 mil (112,7 km) uvnitř výlučné ekonomické zóny sahající 200 námořních mil od vietnamské pevniny.[14]

10. května
- Americká dálkově ovládaná vědecká ponorka Nereus byla zničena během průzkumu mořského příkopu Kermadec severovýchodně od Nového Zélandu. Ponorku v hloubce 10 kilometrů rozdrtil tlak vody. Jejím provozovatelem byla Woods Hole Oceanographic Institution (WHOI)[15]

18. května
- Čína vyslala první z celkem pěti lodí určených k evakuaci čínských občanů z Vietnamu, kde propukly protičínské nepokoje v souvislosti s čínskou těžbou ve sporných Paracelských ostrovech[16]

27. května
- Vietnamský rybářský člun se potopil po srážce s čínským plavidlem ve sporných Paracelských ostrovech, asi 17 mil (27,4 km) od kontroverzní těžební plošiny Chaj-jang š'-jou 981. Vietnam a Čína se navzájem obviňují ze zavinění kolize.[17]

29. května
- Tanker Šoko Maru (2300 dwt), zakotvený asi pět kilometrů od západního přístavu v Himedži ve Vnitřním moři, explodoval a začal hořet. Z osmičlenné japonské posádky bylo sedm lidí zachráněno (včetně čtyř popálených), ale 64letý kapitán je nezvěstný.[18]

### Červenec
16. července
- Čína oznámila ukončení průzkumných vrtů a stažení plošiny Chaj-jang š'-jou 981 ze sporné oblasti Paracelských ostrovů.[19]

### Září
2. září
- Výzkumný tým organizace Parks Canada nalezl pozůstatky jedné z lodí expedice Johna Franklina HMS Erebus. Nález provedl ledoborec kanadské pobřežní stráže CCGS Sir Wilfrid Laurier. Druhé plavidlo HMS Terror zatím nalezeno nebylo.[20]

### Říjen
5. října
- Občanská válka v Somálsku: Jednotky Africké unie a somálské vlády obsadily přístav Barawe, poslední baštu Aš-Šabábu na jihovýchodním pobřeží země.[21]

19. října
- Ruské ministerstvo obrany popřelo informace o údajném průniku ruských ponorek do švédských výsostných vod ve Stockholmském souostroví. Švédské námořnictvo prohledává oblast.[22]

### Listopad
3. listopadu
- U ústí Bosporu do Černého moře se potopil člun s asi 40 lidmi (údajně běženci) na palubě. Nejméně 24 lidí zahynulo nebo je pohřešováno. Po trosečnících pátrá sedm člunů turecké pobřežní stráže a vrtulníky.[23]

14. listopadu
- Francouzská vláda pozastavila předání vrtulníkové výsadkové lodě Vladivostok ruskému námořnictvu.

20. listopadu
- Hydrografické plavidlo malajsijského námořnictva KD Perantau se potopilo během oprav prováděných loděnicí Boustead v přístavu Lumut.[24]

### Prosinec
1. prosince
- V Beringově moři u Čukotky se ve vysokých vlnách při vytahování sítí převrátil a potopil jihokorejský trawler Oryong 501 (3988 dwt; IMO 6412580). Z šedesátičlenné posádky bylo zachráněno sedm lidí. K 5. prosinci bylo nalezeno 27 těl, zbývajících 28 je pohřešováno.[25][26]

28. prosince
- V ranních hodinách vypukl požár na italském trajektu MS Norman Atlantic (IMO 9435466; 7800 dwt). Ten tou dobou plul asi 44 námořních mil (~ 81,5 km) severozápadně od řeckého ostrova Korfu na lince z Patry do Ancony. Z předpokládaných 478 lidí na palubě jich deset zahynulo a 221 bylo evakuováno řeckými a italskými záchranáři během prvního dne záchranných prací. Během druhého dne byl evakuován zbytek cestujících a posádky – celkem více než 400 lidí, ale není jisté, kolik lidí bylo skutečně na palubě a kolik je nezvěstných.[27]
- Turecká nákladní loď MV Gökbel (IMO 9605712; 3335 dwt) se potopila před italskou Ravennou po kolizi s kontejnerovou lodí MV Lady Aziza (IMO 8917716; 4452 dwt) plující pod vlajkou Belize. Z jedenáctičlenné posádky Gökbelu dva zahynuli, pět bylo evakuováno italskou pobřežní stráží (Corpo delle Capitanerie di porto - Guardia costiera) a čtyři jsou nezvěstní. Na Lady Aziza nebyl nikdo zraněn.[28]

30. prosince
- U vietnamského pobřeží se potopila nákladní loď na sypký náklad MV Bulk Jupiter (IMO 9339947; 56 009 dwt) plující pod bahamskou vlajkou. Loď plula s nákladem 46 400 t bauxitu z malajsijského Kuantanu. Záchranáři našli jednoho živého člena posádky, dvě těla a prázdný záchranný člun. Šestnáct členů posádky je nezvěstných.[29]

## Lodě vstoupivší do služby
- 15. ledna –  INS Sumedha (P57) – hlídková loď třídy Saryu[30]

- 17. ledna –  Hà Nội (HQ-182) – ponorka projektu 636M[31]

- 30. ledna –  Mohammed VI – fregata třídy FREMM

- 27. února –  Carlo Margottini (F 592) – fregata třídy FREMM

- 1. března –  Somerset (LPD-25) – výsadková loď třídy San Antonio

- 8. března –  USCGC Charles Sexton (WPC-1108) – kutr třídy Sentinel

- 12. března –  Suzucuki (DD-117) – torpédoborec třídy Akizuki

- 12. března –  USNS John Glenn (T-MLP-2) – pomocná loď třídy Montford Point

- 13. března –  Fujuzuki (DD-118) – torpédoborec třídy Akizuki

- 21. března –  USNS Millinocket (JHSV-3) – rychlá transportní loď třídy Spearhead

- 21. března –  Kchun-ming (172) – torpédoborec typu 052D

- 4. dubna –  Hồ Chí Minh City (HQ-183) – ponorka projektu 636M

- 5. dubna –  USS Coronado (LCS-4) – Littoral Combat Ship třídy Independence

- 21. dubna –  Palenque (PC-333) – hlídková loď třídy Tenochtitlan

- 10. května –  USCGC Kathleen Moore (WPC-1109) – kutr třídy Sentinel

- 17. května –  LÉ Samuel Beckett (P61) – oceánská hlídková loď třídy Samuel Beckett

- 29. května –  Al-Rasikh – korveta třídy Khareef

- 3. června –  Wele Nzas (F073) – fregata

- 12. června –  PNS Dahshat – raketový člun třídy Azmat

- 17. června –  K-560 Severodvinsk – útočná ponorka Projektu 885 Jaseň / třídy Severodvinsk

- 20. června –  HMBS Arthur Dion Hannah (P421) – hlídková loď Damen Stan Patrol 4207

- 23. června –  Émergence (P 1401) – rychlý hlídkový člun třídy RPB 33

- 28. června –  SB-45 – záchranný remorkér Projektu 22870

- 10. července –  SLNS Mihikatha (P350) a SLNS Rathnadeepa (P351) – hlídková loď třídy Bay[32]

- 10. července –  Castor (P901) – hlídková loď třídy Castor

- 18. července –  Bung Tomo (357), John Lie (358) a Usman-Harun (359) – korvety třídy Bung Tomo

- 31. července –  HMBS Durward Knowles (P422) – hlídková loď Damen Stan Patrol 4207

- 16. srpna –  INS Kolkata (D 63) – torpédoborec třídy Kolkata

- 22. srpna –  B-261 Novorossijsk – ponorka projektu 636.3

- 23. srpna –  INS Kamorta (P28) – korveta třídy Kamorta

- 4. září –  INS Sumitra (P 60) – hlídková loď třídy Saryu

- 6. září –  USCGC Raymond Evans (WPC-1110) – kutr třídy Sentinel

- 8. září –  Daruttaqwa (09) – oceánská hlídková loď třídy Darussalam

- 15. září –  USNS Fall River (JHSV-4) – rychlá transportní loď třídy Spearhead

- 19. září –  HMBS Leon Livingstone Smith (P423) – hlídková loď Damen Stan Patrol 4207

- 11. října –  USS America (LHA-6) – víceúčelová vrtulníková výsadková loď třídy America[33]

- 25. října –  USS North Dakota (SSN-784) – ponorka třídy Virginia

- 3. listopadu –  Kjonggi (FFG-812) – fregata třídy Inčchon

- 28. listopadu –  Cheonwangbong (686) – výsadková loď třídy Cheon Wang Bong

- 4. prosince –  Zr. Ms. Amsterdam (A836) – zásobovací loď

- 6. prosince –  USCGC Hamilton (WMSL-753) – kutr pobřežní stráže třídy Legend

- 19. prosince –  K-551 Vladimir Monomach – raketonosná ponorka Projektu 955 / třídy Borej

- 28. prosince –  Professor Nikolaj Muru (ex SB-565) – záchranný remorkér Projektu 22870

- 30. prosince –  Jurij Ivanov – zpravodajská loď Projektu 18280

- 30. prosince –  B-237 Rostov na Donu – ponorka projektu 636.3